# Clifford Hammonds
Clifford Hammonds (Fort Bragg, Carolina del Norte, 18 de diciembre de 1985) es un baloncestista estadounidense que pertenece a la plantilla del Limburg United de la BNXT League. Con 1,90 metros de estatura, juega en la posición de base.

## Trayectoria deportiva

### Universidad
Jugó cuatro temporadas con los Clemson Tigers de la Universidad de Clemson, en las que promedió 10.9 puntos, 3,6 rebotes y 3,5 asistencias por partido.
En 2008, comenzaría su carrera profesional en la que se convertiría en un trotamundos del baloncesto europeo, salvo un breve paso por la liga de Puerto Rico en 2009 y en la temporada 2015-16 donde disputaría la NBA D-League con Reno Bighorns. Hammonds formaría parte de los mejores clubes de Turquía, Grecia, Bosnia, Alemania.
En septiembre de 2016, forma parte de la plantilla durante unos meses del Limoges.
En noviembre de 2016, Hammonds vuelve a Alemania para jugar en las filas del MHP Riesen Ludwigsburg, liga que ya conoce tras su paso durante dos temporadas en el Alba Berlín.
2017 participó en la Liga de Puerto Rico en el baloncesto superior nacional (BSN) con los Piratas de Quebradillas.
En la temporada 2021-22, firma por el Limburg United de la BNXT League.